# Joseph-Marie de Saget
Pour les articles homonymes, voir Saget.
Joseph-Marie de Saget est un architecte français, directeur des travaux de la province du Languedoc pour la sénéchaussée de Toulouse, né à Toulouse le 19 mars 1725, et mort pendant une épidémie de suette le 23 mai 1782.

## Biographie
Joseph-Marie de Saget naît en 1725 à Toulouse, au domicile de ses parents, rue des Paradoux. Son père, Jacques de Saget, est un influent parlementaire, conseiller, puis avocat général au Parlement de Toulouse. Sa mère, Marie-Anne de Cambolas, fille de François de Cambolas, seigneur de Fossat, appartient à l'une des familles de la noblesse de robe toulousaine. 
En 1752, Joseph-Marie de Saget devient directeur des travaux publics de la Province de Languedoc pour la sénéchaussée de Toulouse et le canal de Brienne. Il est l'auteur d'un mémoire sur Toulouse souterraine, que l'on n'a jamais retrouvé, et qui décrivait les parcours des aqueducs antiques à Toulouse.
Il épouse en 1775 Antoinette Pétronille Marquier de Fajac, fille de Baptiste Marquier de Fajac et de Marie-Philiberte de Lévis-Mirepoix. Ils ont ensemble un fils, né en 1776, Charles de Saget. 
Joseph-Marie de Saget fut le directeur des travaux des quais, de Saint Cyprien et du canal de Brienne à Toulouse ainsi que de nombreux travaux dans les environs de la ville et de différents ponts sur le canal Royal. Son nom est aujourd’hui surtout lié au plan Saget un de ses premiers travaux. Il est né le 19 mars 1725 dans une famille originaire de Picardie installée à Toulouse, rue Paradoux, depuis le milieu du XVIIe siècle. Son père Jacques de Saget (1699-1773) fut avocat général du Parlement et mainteneur des Jeux floraux. Joseph-Marie eut un frère, Charles-François (1734-1790), qui travaillait avec lui et lui succéda après sa mort au poste de directeur des travaux publics. Nous ne savons pas grande chose sur les 25 premières années de sa vie, excepté qu’il eut une formation d’ingénieur, probablement sous la conduite de Garipuy et peut être complétée par des études à Paris. Son nom apparaît pour la première fois lors de la commande d’un plan général de la ville de Toulouse par Garipuy en 1747 et il est parmi les inspecteurs des travaux pour la réalisation du Boulingrin. Tout porte à croire qu’il eut un ou plusieurs protecteurs importants car à l’âge de 26 ans, en 1752, il succéda à Garipuy au poste de  Directeur Ingénieur des travaux publics et des ouvrages particuliers de  la sénéchaussée de Toulouse, sur la recommandation de celui-ci, qui  partit occuper ce même poste à Carcassonne. Joseph-Marie de Saget devint ainsi fonctionnaire avec la charge de tracer des routes, de bâtir des ponts, d’endiguer des rivières et de les entretenir en état de navigabilité, d’assainir les marécages, de creuser des canaux et des ports, enfin de diriger l’extension et l’embellissement des grandes villes de la province sous le contrôle de l’intendant.

## Plan de Saget
Le peu d’exactitude qui se trouvoit dans ce plan, n’ayant pû permettre à Mr Garipuy de fixer certaines choses essentielles, et pour lesquelles il étoit nécessaire d’une plus grande précision, il le marqua de M l’Intendant, qui lui fit sentir dans un autre voyage qu’il fit à Montpellier qu’il en faudroit lever un nouveau. Mr Garipuy jeta les yeux sur nous et nous engagea d’entreprendre cet ouvrage. Avant que de commencer nous crumes devoir en avertir M.M. Les Capitouls qui étoient pour lors en pace; ils accueillirent très favorablement la proposition que nous leur en fîmes, et nous promirent de nous donner une main forte toutes les fois que nous en aurions besoin (Mémoire de MM de Saget et Dufourc au sujet du plan de la ville de Toulouse, 1752?; Archives départementales de la Haute-Garonne doc C 331
Ce plan aujourd’hui appelé le plan de Saget est conservé aux archives municipales de Toulouse et son format, 3,88 m en hauteur sur 5,18 m en largeur, ne permet pas une consultation du document sauf sous la forme de photographies. Le plan est marouflé sur toile et d’une échelle d’une ligne par toise. C’est la source graphique la plus détaillée de la ville de Toulouse au milieu du XVIIIe siècle ; tous les moulons sont dessinés, sans faire apparaître les parcelles, mais les plans des monuments de la ville ainsi que ses nombreux jardins et à l’extérieur du rempart la campagne. Saget et Dufourc commencèrent le travail en 1748 ou 1749. En août 1749, les Capitouls leur accordèrent un soldat pour le levé du plan et le travail était bien avancé au début de 1750. Ils utilisaient les méthodes les plus sures quoi que plus pénibles/.../ nous sommes entrés dans le moindre détail et ils firent diverses vérifications pour corriger les erreurs. Ils précisent dans leur mémoire que "la copie seule nous a occupés 6 mois  quoi que nous ayons eu plusieurs aides". En février 1750, le plan fut refusé par Baylot, le syndic général de la ville, sur l’argument qu’un plan avait déjà été relevé par Lebrun. Le 23 mars 1754 Saget présenta le plan achevé à Saint Priest intendant de Languedoc. Ce dernier adressait le même jour un mémoire au Maréchal de Richelieu, commandant en chef de la Province, où il exposait diverses questions touchant la gestion des affaires toulousaines, dont celles de la voirie. Il se plaignait que la voirie soit  mal exercé et il proposait de faire dresser deux plans, un sur la ville dans son état actuel complété par un deuxième plan avec les corrections d’alignements jugées convenables. Il précise qu’il « a nommé des Commissaires pour examiner celui de Saget qu’on avois cru jusqu’à maintenant inutile d’adopter, mais qu’il étoit naturel de préférer puisqu’il se trouve fais et que d’ailleurs il est l’ouvrage d’un citoyen qui à mérita égal doit obtenir la préférence ». La réponse de Richelieu fut positive mais le plan fut quand même refusé et les auteurs l’offriraient quelques années plus tard à la municipalité sans avoir obtenu aucune récompense pour leur travail.
Les rapports des commissions des travaux publics, de 1775-1776, mentionnent à plusieurs reprises que M. Gleyses  était chargé de faire deux copies du plan de Saget et les utiliser pour dresser le plan général de la ville avec les projets d’alignements à faire.

### Recueil des quais et façades de la ville de Toulouse
Il est le seul document iconographique aujourd’hui conservé montrant le projet prévu pour ces quais. Nous ne connaissons pas les dates de ces huit folios ni l’auteur des dessins; deux portent la signature Lacan declineavit. 1788, la date que porte la reliure est tardive et nous porte à croire qu’il s’agit soit d’une « compilation » des premiers dessins du projet, celui qui fut progressivement présenté et modifié par Saget, soit d’une mise au propre plus tardive d’après les dessins de ce dernier. Ce sont des dessins à la plume, à l’encre de Chine sur papier et partiellement colorés à l’acquarelle, certains se déplient. La première planche montre un plan de Toulouse sous forme de moulons en relief. Il est beaucoup plus simple que le premier plan de Saget mais montre les modifications que l’ingénieur des travaux publics proposa. Ce plan fut aussi gravé par P. G. Berthault, dédié et présenté au frère du Roi le 21 juin 1777, et un exemplaire fut offert aux Capitouls en 1780. Le conseil des bourgeois décida, le 21 novembre 1780, de remercier M. de Saget pour cette gravure et que pour réparer l’omission « Résultante des Registres concernant le don du plan original fait dans le temps par M de Saget/.../ que pour donner à M de Saget une faible marque de la Reconnaissance de la ville à son égard/.../ il lui sera fait Present d’une épée poignée d’or aux armes de la ville et aux pierres de la valeur de 1.500 livres ».  Cette planche est suivi de sept planches montrant le plan général des quais ainsi que ses élévations, la dernière montre différentes vues du projet, des places prévues pour St-Cyprien. Nous ne savons pas à qui ces planches étaient destinées, il est probable que ce fut un cadeau fait à la municipalité ou à une autre instance ou personne, importante pour la réalisation des quais.

## Armoiries
Blason : d'azur, à douze besants d'argent, posés 5, 4 et 3; au chef cousu de gueules, à la bisse d'argent mise en fasce, accompagnée de onze étoiles d'or, six en chef et cinq en pointe.

## Œuvres

### À Toulouse
- grille du Cours Dillon ;
- place et porte Saint Cyprien ;
- quais et ports de la rive droite de la Garonne : quai et port de la Daurade, quai Lucien-Lombard et quai et port Saint-Pierre entre 1766 et 1780 ;
- ponts sur le canal du Midi : pont des Minimes entre 1760 et 1763, Ponts-Jumeaux en 1767, pont Saint-Sauveur entre 1771 et 1778

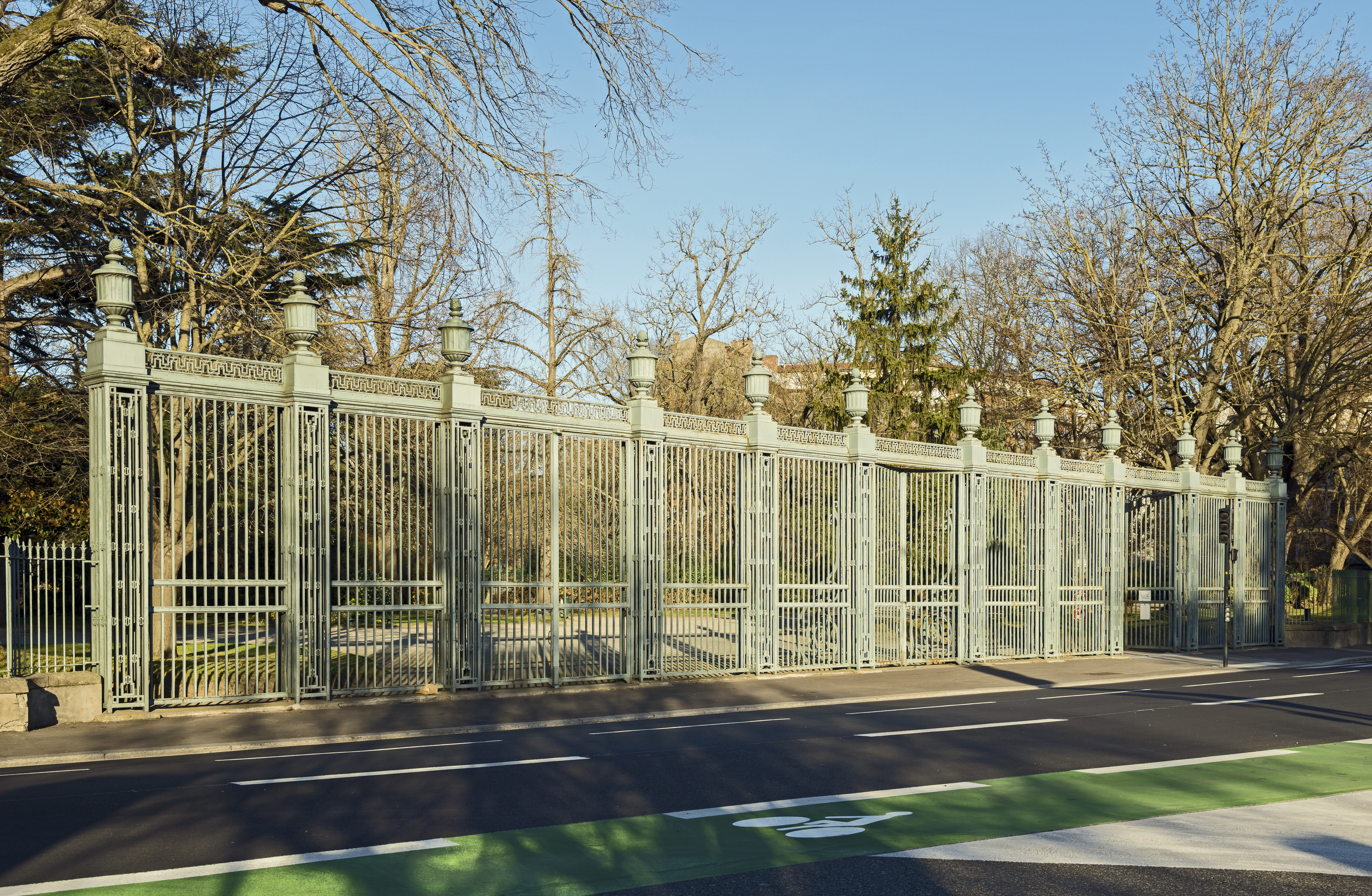
Ancienne grille du cours Dillon.
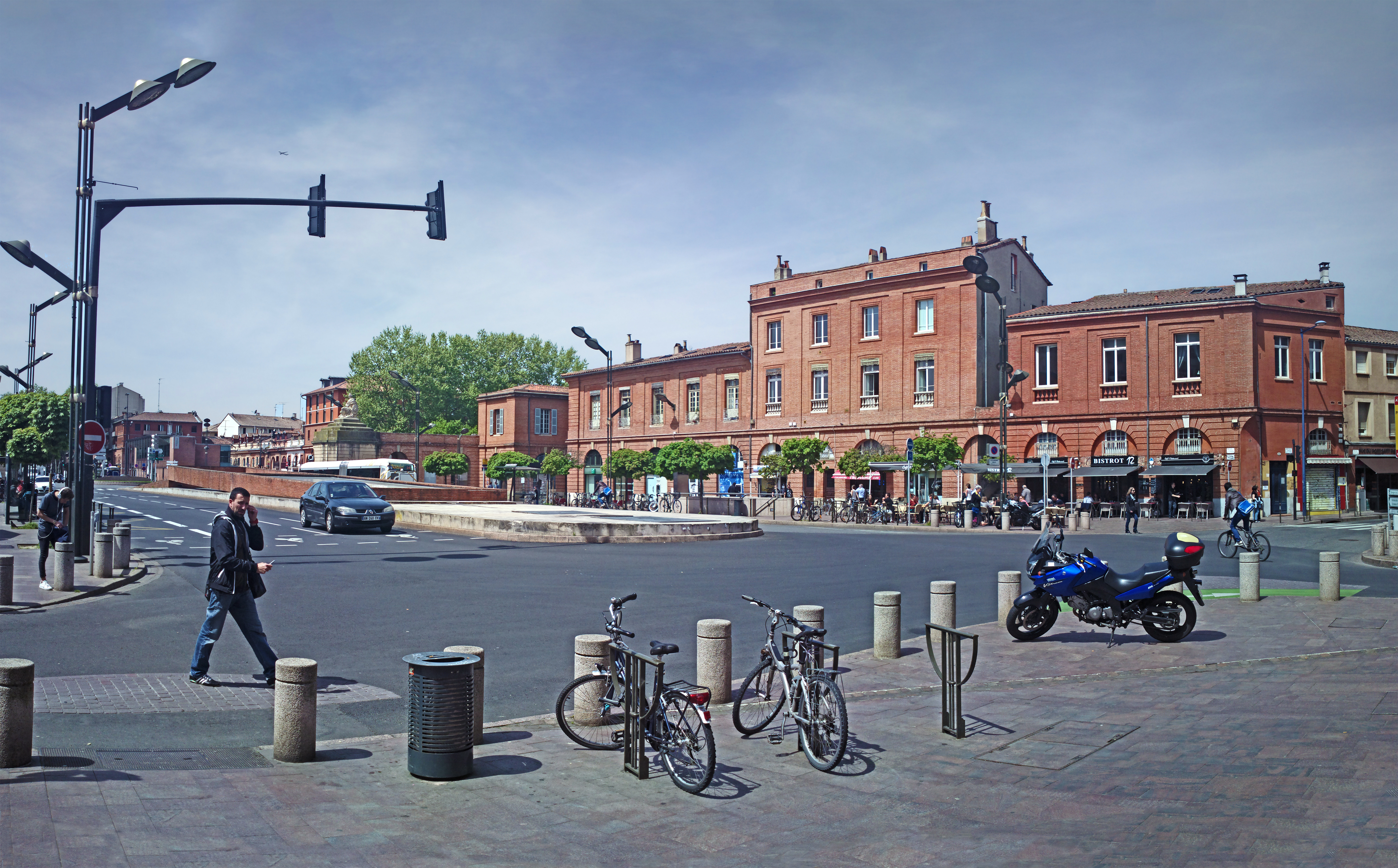
Place intérieure Saint-Cyprien.
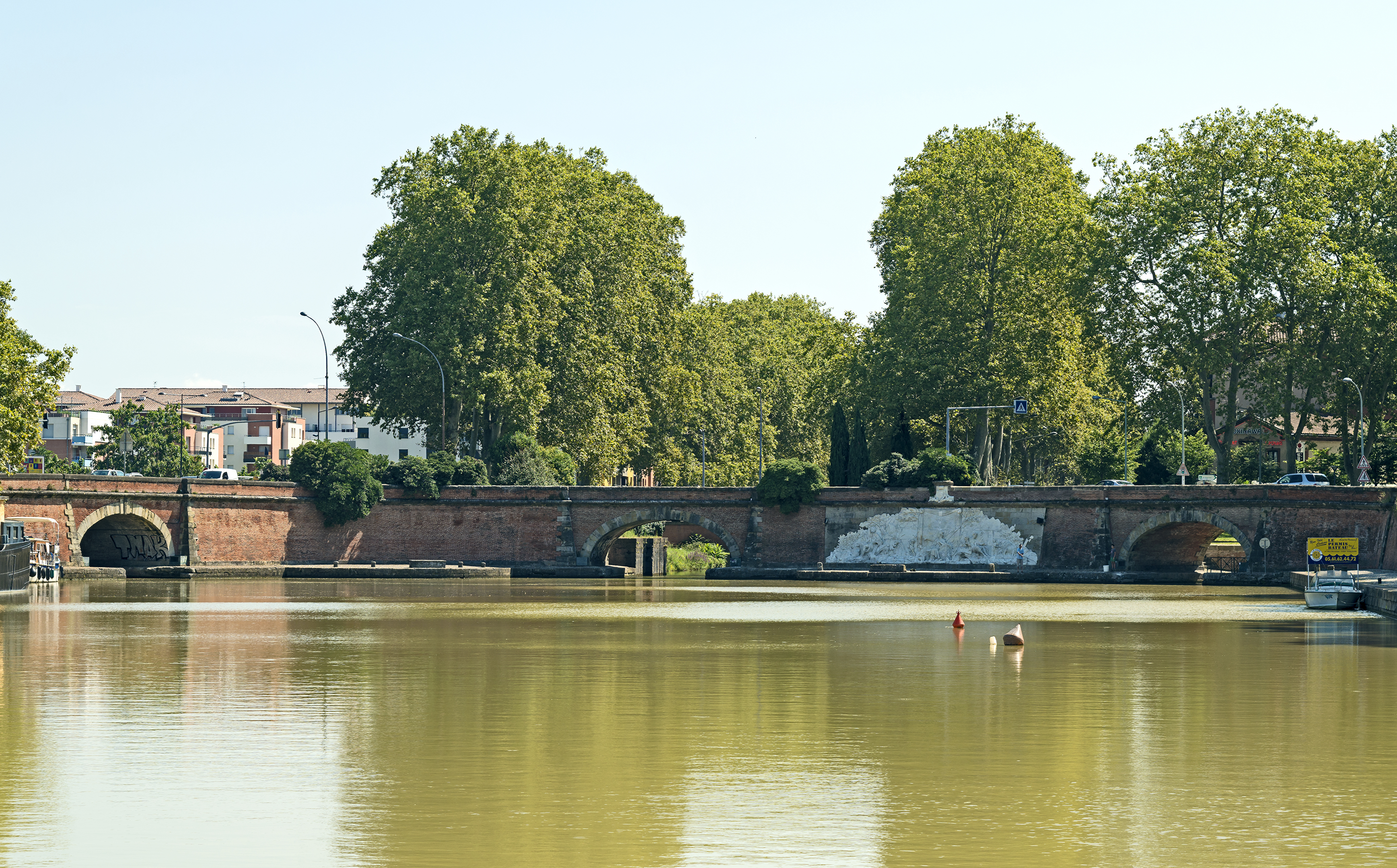
Ponts-Jumeaux.

### Dans le Toulousain
- pont de Carbonne sur la Garonne (1765-1780)
- pont Saint-Roch sur l'Agout à Lavaur (1773-1791)

### Plans de villes
- Plan de la ville de Toulouse, par Joseph-Marie de Saget, 1750 ;
- Plan de la ville de Toulouse, par Joseph-Marie de Saget, 1777.